# 모하메드 라비우
모하메드 라비우 알하산(Mohammed Rabiu Alhassan, 1989년 12월 31일 ~)는 가나의 축구 선수이다.